# Ernest Lawrence
Ernest Orlando Lawrence (Canton (South Dakota), 8 augustus 1901 – Palo Alto (Californië), 27 augustus 1958) was een Amerikaans natuurkundige en Nobelprijswinnaar, die bekend werd om de uitvinding en ontwikkeling van het cyclotron en zijn latere werk aan scheiding van uraniumisotopen in het Manhattanproject. In 1939 kreeg Lawrence de Nobelprijs voor de Natuurkunde voor zijn werk aan het cyclotron en diens toepassingen. Element nummer 103 is naar hem genoemd: lawrencium (Lr).

## Biografie
Lawrence werd geboren in Canton als oudste zoon van Carl Gustavus en Gunda Jacobson Lawrence, beide nakomelingen van Noorse immigranten. In Minnesota bezocht hij het St. Olaf College, maar na het eerste jaar stapte hij over naar de Universiteit van South Dakota. In 1922 behaalde hij er zijn bachelordiploma in de scheikunde. Het jaar daarop verkreeg hij zijn mastergraad aan de Universiteit van Minnesota. Op advies van decaan Lewis Akeley veranderde Lawrence van studierichting en besloot natuurkunde te gaan studeren. Aansluitend verbleef hij een jaar aan de Universiteit van Chicago voordat hij in 1925 naar de Yale-universiteit ging waar hij datzelfde jaar nog promoveerde in de natuurkunde.
Na zijn promotie bleef hij bij Yale als onderzoeker, werkend aan het foto-elektrisch effect. In 1927 werd hij er assistent hoogleraar. Het jaar daarop werd hij in dienst genomen als Associate Professor of Physics bij de Universiteit van Californië - Berkeley. Twee jaar later werd hij door de universiteit benoemd tot hoogleraar; met zijn 28 jaar werd hij hiermee de jongste hoogleraar ooit aan deze universiteit.
In mei 1932 huwde hij Mary (Molly) Kimberly Blumer (1910-2003), met wie hij twee zonen en vier dochters kreeg. Mary was de dochter van George Blumer (1878-1962), decaan van de medische school te Yale. Haar zus Elsie Walford was getrouwd met Nobellaureaat Edwin McMillan, een student van Lawrence die enkele belangrijke verbeteringen doorvoerde aan Lawrence’ cyclotron.

## Cyclotron

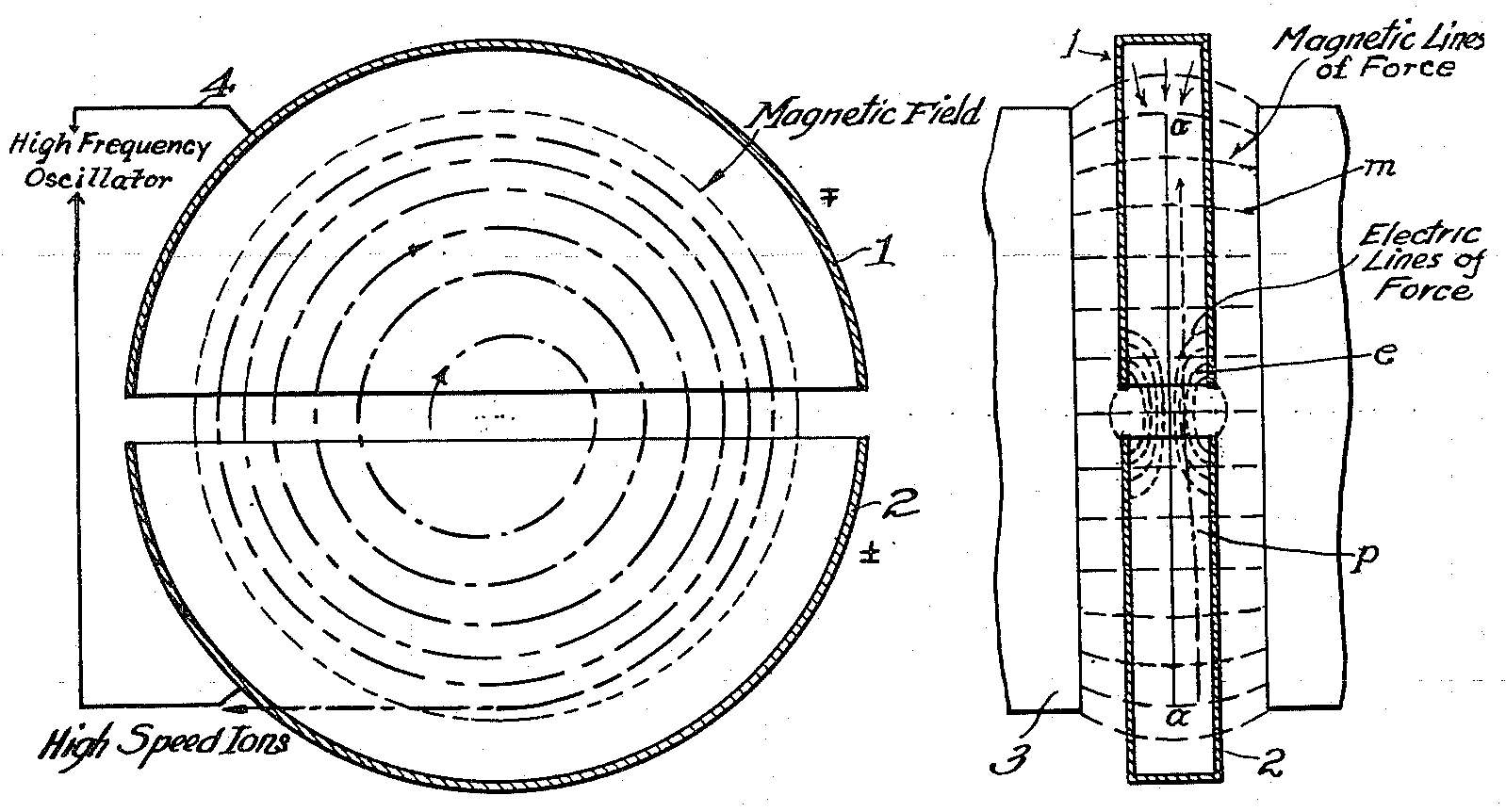
Diagram van de werking van het cyclotron uit Lawrence' octrooi (1934)

Lawrence begon de ontwikkeling van het cyclotron in 1929. Het eerste model, gemaakt door een van zijn studenten, Milton Stanley Livingston, was ongeveer tien centimeter groot, gemaakt van draad en kostte hooguit $25. Het toestel versnelde waterstofionen (protonen) tot een energie van 13.000 elektronvolt.
Door middel van steeds grotere machines slaagde hij erin cruciaal gereedschap te maken voor zijn experimenten met hoge energie. Rond deze machines bouwde hij het Radiation Laboratorium (Rad Lab), dat een van de meest vooraanstaande laboratoria voor natuurkundeonderzoek zou worden. Hoewel hij in 1934 patent kreeg op het cyclotron, vroeg hij er geen royalty’s voor. Ook was hij de uitvinder van de Calutronisotopenscheider waarvan hij de octrooirechten aan de Amerikaanse regering verkocht voor een dollar.
Met de cyclotron konden nieuwe, tot dan toe onbekende, radioactieve elementen (technetium) en isotopen worden geproduceerd, alsmede kosmische deeltjes (mesonen) en antideeltjes. Samen met zijn broer, John Lawrence, die directeur werd van het universitair medisch fysisch laboratorium, werkte hij samen om te onderzoeken of de cyclotron in medische en biologische toepassingen gebruikt kon worden. Zelf werd Lawrence consultant bij het Instituut van Kankeronderzoek aan Columbia.

## Manhattanproject
Tijdens de Tweede Wereldoorlog hielp Lawrence bij het onderzoek naar de ontwikkeling van een kernwapen. Zijn Radiation Laboratory werd een van de centra van het atoomonderzoek – met name het programma van de elektromagnetische isotopenscheiding van uranium-235 met de cyclotron – en Lawrence introduceerde Robert Oppenheimer als eerste bij wat later het Manhattanproject zou worden. Eerder had Oppenheimer nauw samengewerkt met Lawrence aan diens cyclotronproject.
In de jaren 1950 probeerde hij de geest van atoomwapens, die hijzelf had losgelaten, terug in de fles te krijgen door actief mee te werken in het beperken van de wapenwedloop tussen de Verenigde Staten en de Sovjet-Unie. Op verzoek van president Eisenhower reisde hij – ondanks een serieuze aanval van zijn chronische colitis – af naar Genève om deel te nemen aan de onderhandelingen tussen de beide grootmachten om de nucleaire testen van atoomwapens te verbieden. Daarna werd hij met spoed overgebracht naar een ziekenhuis in Stanford. Kort daarna, enkele weken na zijn 57ste verjaardag, overleed hij.
Drieëntwintig dagen na zijn dood werd besloten om het Rad Lab naar hem te noemen: het huidige Lawrence Berkeley National Laboratory.

## Erkenning
Onder zijn vele prijzen kunnen genoemd worden de Elliott Cresson Medal van het Franklin Instituut, de Comstock Prize van de National Academy of Sciences, de Hughes Medal van de Royal Society, de Duddell Medal van de Royal Physical Society, de Faraday Medal van de Institution of Electrical Engineers en de Enrico Fermi-prijs. Verder werd hij onderscheiden met de Amerikaanse Medal for Merit en een benoeming tot Officier in het Franse Legioen van Eer. Hij ontving eredoctoraten van dertien Amerikaanse en een Britse universiteit (Glasgow). Hij was lid dan wel Fellow van vele Amerikaanse en buitenlandse wetenschappelijke genootschappen.